# North Carolina Museum of Art
Le North Carolina Museum of Art est un musée situé à Raleigh en Caroline du Nord aux États-Unis.

## Collections

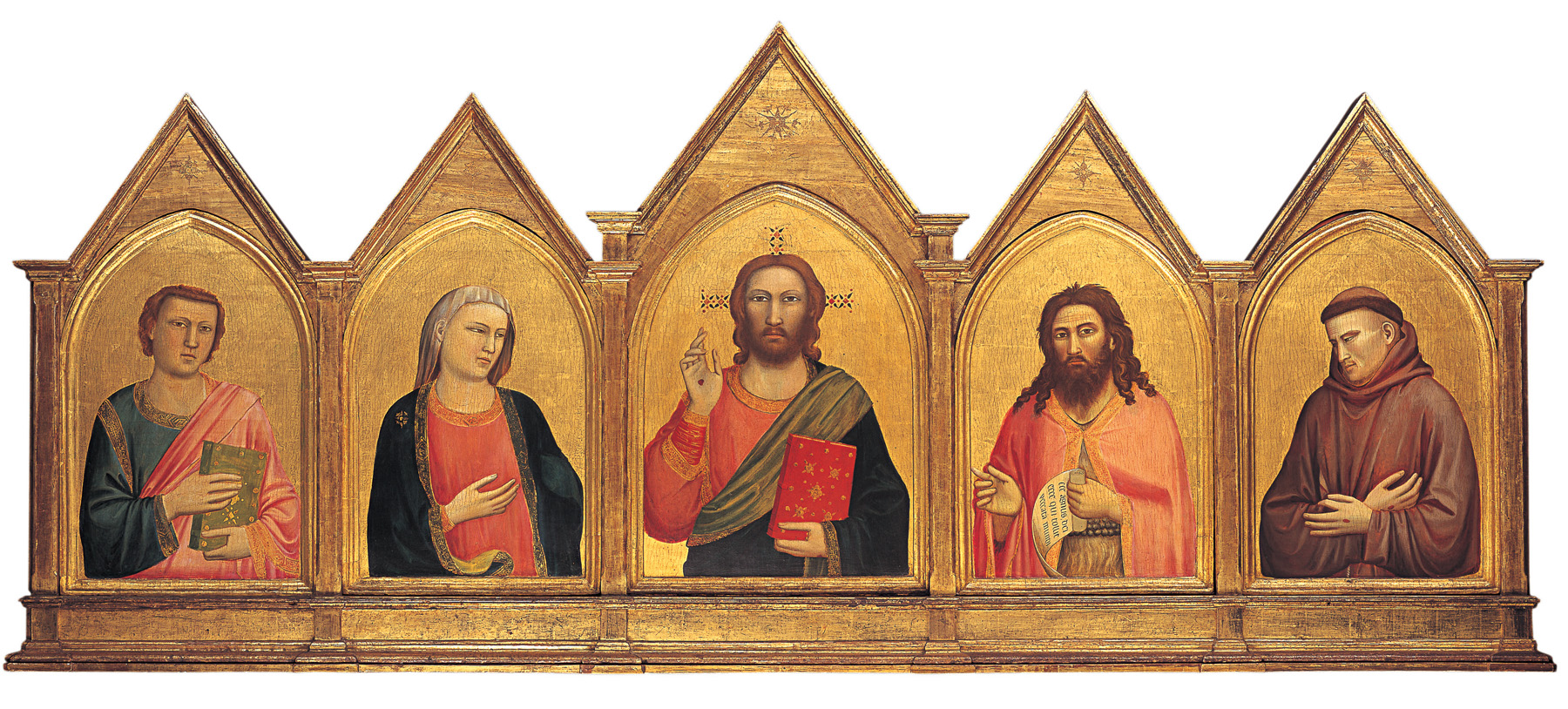
Polyptyque Peruzzi, par Giotto di Bondone
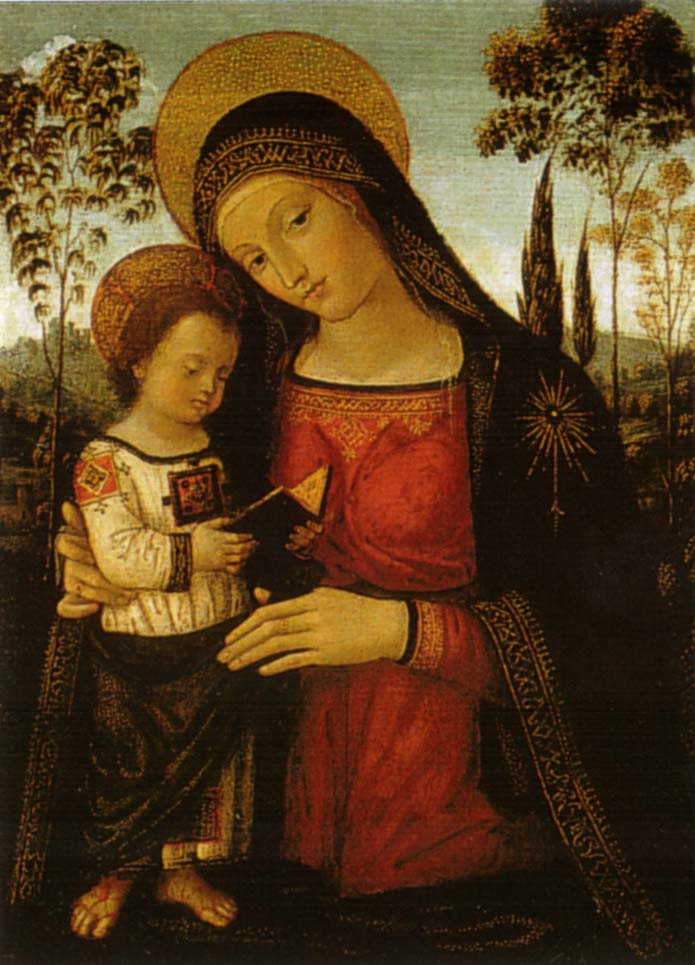
Vierge à l'Enfant, par Pinturicchio
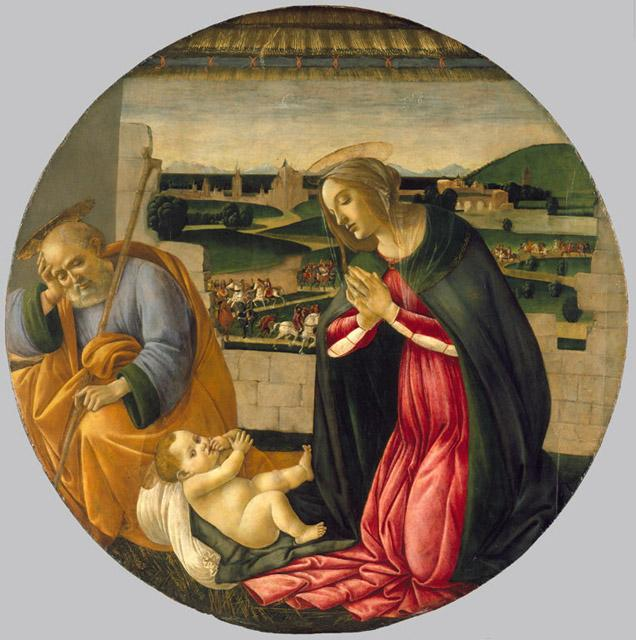
L'Adoration, par Sandro Botticelli
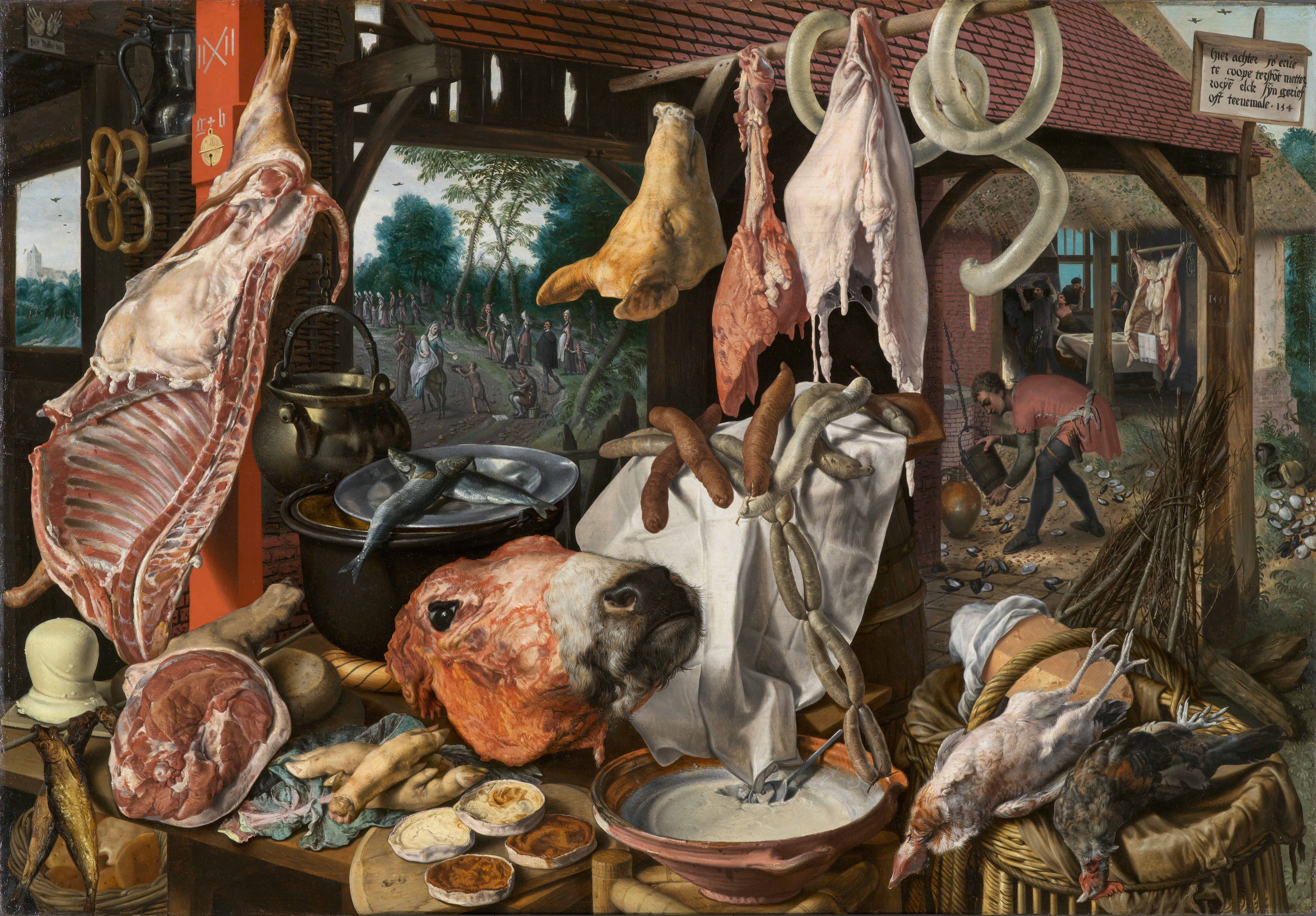
Étal de viande avec la Sainte Famille faisant l'aumône durant la Fuite en Égypte, par Pieter Aertsen
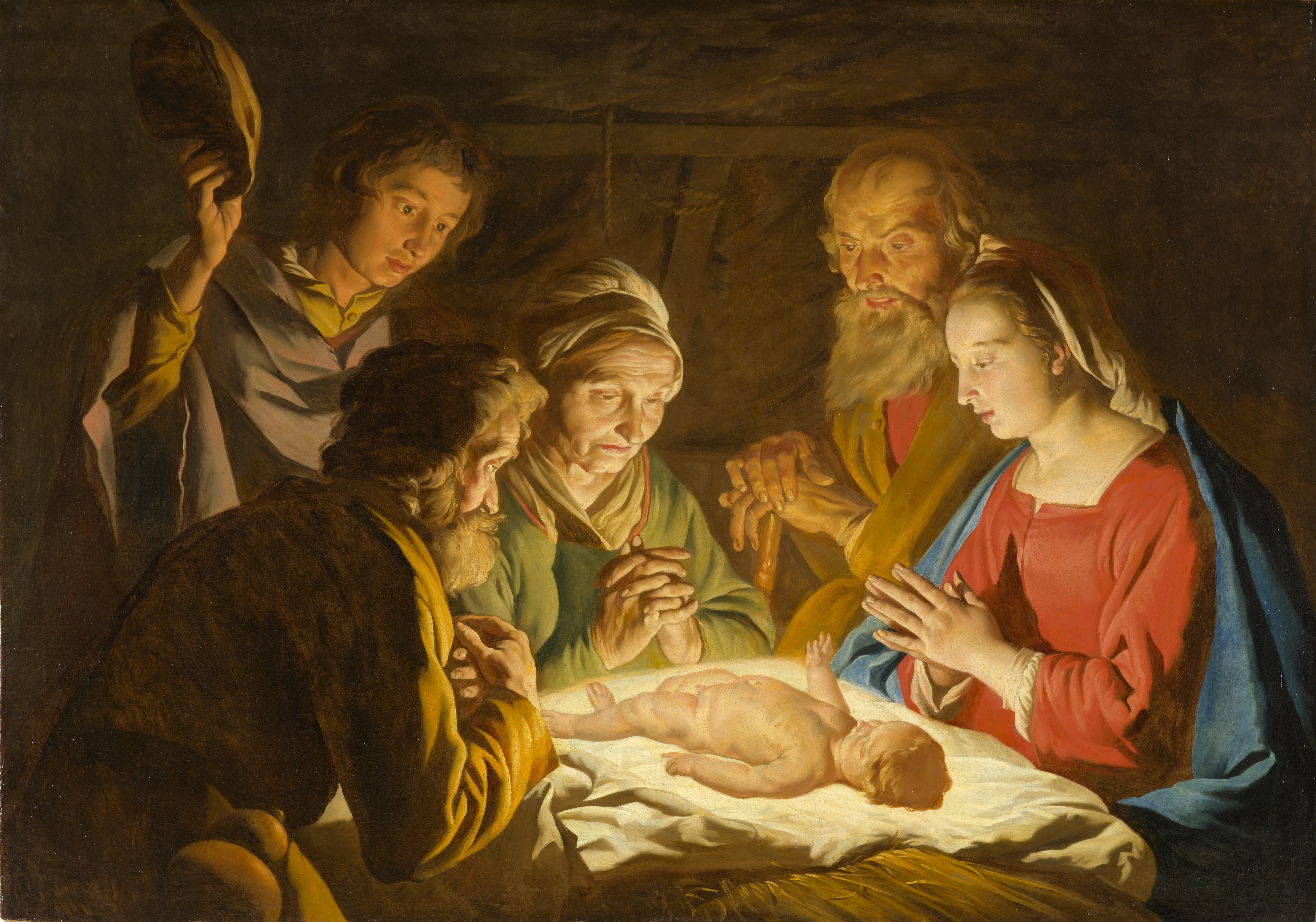
L'Adoration des bergers, par Matthias Stom
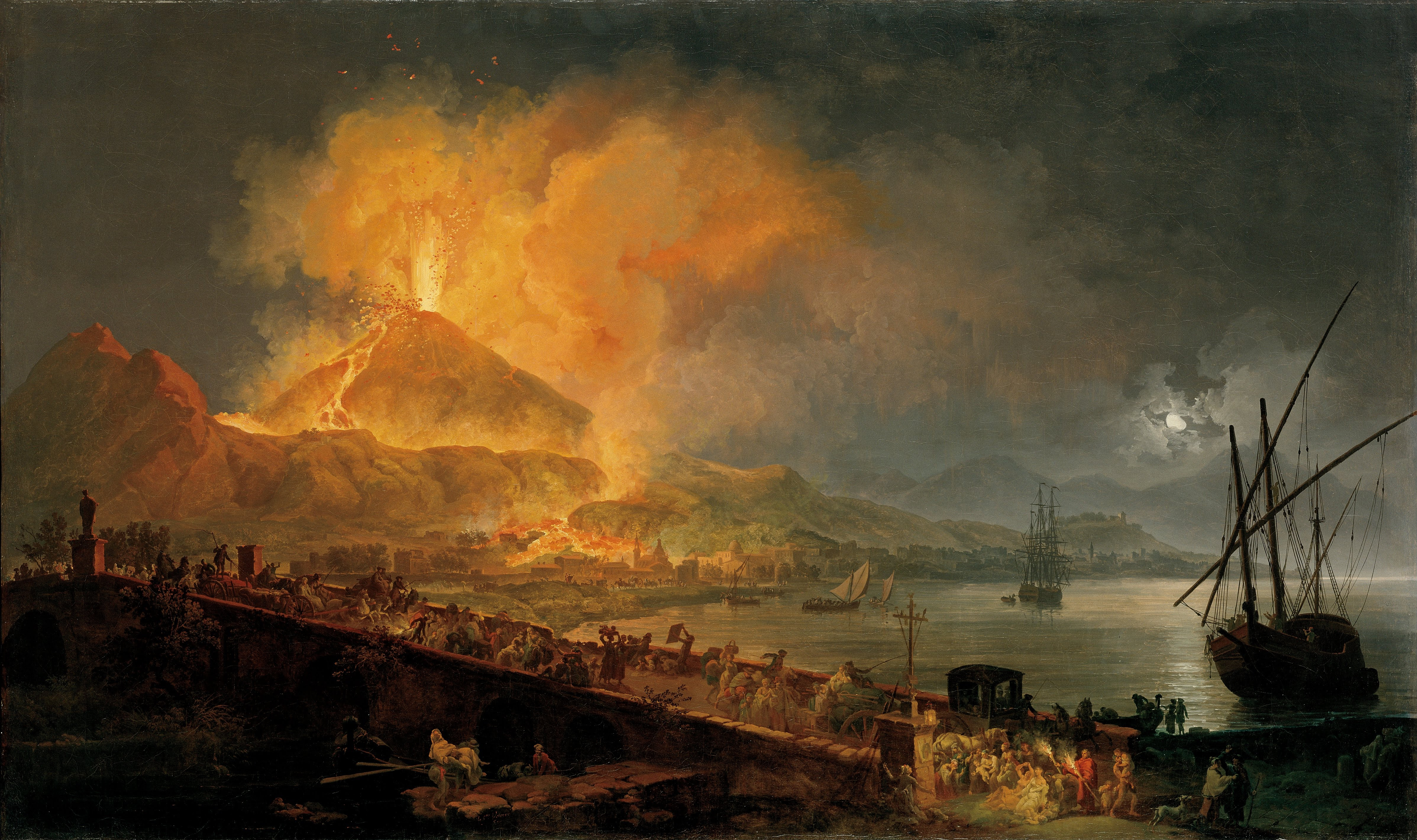
L'Éruption du Vésuve avec le pont de la Madeleine, par Pierre-Jacques Volaire